# Ulmer Verein – Verband für Kunst- und Kulturwissenschaften
Der Ulmer Verein – Verband für Kunst- und Kulturwissenschaften e. V. (UV) ist ein 1968 in Ulm gegründeter Berufsverband für deutschsprachige Kunsthistoriker und Kulturwissenschaftler, die sich kritischen Perspektiven auf ihr Fach verpflichtet fühlen. Der UV tritt für die Verbesserung der Arbeitsbedingungen von Kunst- und Kulturwissenschaftlern ein.  

## Geschichte
In Reaktion auf den 11. Deutschen Kunsthistorikertag, dem Kongress des Verbands Deutscher Kunsthistoriker, gründete sich im Oktober 1968 in Ulm der Ulmer Verein als Vertretung des sogenannten Mittelbaus (Assistenten, Volontäre, wissenschaftliche Mitarbeiter bzw. Hilfskräfte etc.) sowie der Studierendenschaft, da sich diese beiden Gruppen nicht durch den VDK vertreten sahen und ihre Anträge und Vorstellungen von einer Diskussion der aktuellen Hochschulreformthemen auf dem Deutschen Kunsthistorikertag nicht berücksichtigt wurden. Die Gründung der „radikalen universitären Vereinigung“ (Dario Gamboni) wurde zudem als bewusste Schaffung einer politisch links orientierten Alternative zur arrivierten Generation von Kunsthistorikern und als „Auseinandersetzung mit der konservativen Auffassung“ des Fachs verstanden, mit denen sich prominente Vertreter der jüngeren Wissenschaftler wie Martin Warnke medienwirksam stritten. Für den folgenden 12. Kunsthistorikertag, an dessen Planung sich der Ulmer Verein 1972 beteiligte, wurden so von den Vertretern der 1968er (unter anderem von Horst Bredekamp, Klaus Herding und Franz-Joachim Verspohl) vorrangig Beiträge zu marxistisch inspirierten Themen und Theorien wie „Basis und Überbau“, „Kunstwissenschaft und ökonomische Basis“, „Klassencharakter der Kunst“, „Geschichte der Kunstgeschichte im Konkurrenz- und Monopolkapitalismus“ und „Kunstwissenschaft und Kapital“ in der Form von Sektionen und Referaten vorbereitet, die vom VDK abgelehnt und von den Aktivisten deshalb in einem „Alternativprogramm“ zur offiziellen Veranstaltung präsentiert wurden. Ihre Tradition, die programmatischen Publikationen und Veranstaltungen des Ulmer Vereins als „beispielhaft für eine engagiert-politische, links orientierte Kunstwissenschaft“ zu verstehen, setzt der Verein bis heute fort, etwa mit den Themenheften Was ist links? (2006) und Ästhetik(en) des Widerstands (2016) der kritischen berichte.
In den letzten Jahren thematisierten der Ulmer Verein und eine 2020 eigens gegründete Arbeitsgruppe die Arbeitsbedingungen von Kunst- und Kulturwissenschaftlern. Die Resultate einer von der Arbeitsgruppe erarbeiteten Umfrage, an der sich etwa 1000 Wissenschaftler beteiligt hatten, wurde Ende 2024 unter dem Titel Prekäre Karrieren veröffentlicht.

## Ziele
Als gemeinnütziger Interessenverband von Kunst- und Kulturwissenschaftlern vertritt er die Interessen der fachspezifischen Berufsgruppen in Universität und Forschung, Museen, Denkmalpflege, Kulturpolitik, Journalismus und Bildungsarbeit. Ein besonderes Anliegen des Ulmer Vereins ist die Förderung von Studierenden der Kunstgeschichte. Im Sinne der Nachwuchsförderung für das Fach Kunstgeschichte unterstützt der Ulmer Verein finanziell den jedes Semester stattfindenden Kunsthistorischen Studierendenkongress (KSK).

## Arbeitsgruppen
Unter dem Dach des Ulmer Vereins arbeiten verschiedene Arbeitsgruppen, die sich kunstwissenschaftlichen Perspektiven, berufspolitischen und fachgeschichtlichen Fragen widmen. Stand 2025 gibt es folgende Arbeitsgruppen (AGs):
- AG Arbeitsbedingungen Kunstwissenschaft

- AG edk (ende der kunstgeschichte)

- AG Feministisch-Queere Kunstwissenschaften (Early Stage Researchers)

- AG Kunsthistorikerinnen vor 1970. Wege - Methoden - Kritiken

- AG Kunstproduktion und Kunsttheorie im Zeichen globaler Migration

- AG Materialität(en)

- AG Postwar Futures

- AG Ökologien vormoderner Kunst

Vom Ulmer Verein unterstützt wird auch kuwiki. AG Kunstwissenschaften+Wikipedia.

## Vorstand
Der aktuelle Vorstand wurde am 4. November 2024  gewählt und besteht aus den folgenden Personen: Nina Lucia Groß (Hamburg), Gizem Gürbüz (Köln), Andreas Huth (Bamberg), Katharina Mader (Hamburg), Isabelle Lindermann (Wien), Charlotte Püttmann (Köln) und Judith Utz (Berlin).

## Zeitschrift
Der Ulmer Verein gibt seit 1973 die viermal jährlich erscheinende Zeitschrift kritische berichte. Mitteilungsorgan des Ulmer Vereins heraus. Seit 2023 erscheint sie Open Access im Verlag arthistoricum.net der Universitätsbibliothek Heidelberg.

## Weblink
- Website des Ulmer Vereins